# Amorina
Amorina es una película en blanco y negro de Argentina dirigida por Hugo del Carril sobre el guion de César Tiempo según la obra de Eduardo Borrás que se estrenó el 6 de abril de 1961 y que tuvo como protagonistas a Tita Merello, Hugo del Carril, María Aurelia Bisutti y Alberto Bello.

## Sinopsis
Una mujer se siente abandonada por su esposo y sus hijos.

## Reparto
- Tita Merello ...	Amorina
- Hugo del Carril...	Humberto Bonelli
- María Aurelia Bisutti...	Alicia Durán, amante de Humberto
- Alberto Bello …Psicoanalista
- Golde Flami …Silvana, hermana de Amorina
- Alicia Paz …María Elena, hija
- Rodolfo Ranni … Pablo, hijo
- Juan Carlos Palma
- Orestes Soriani
- Walter Reyna
- Mercedes Román
- Rosángela Balbó
- Mercedes Díaz

## Comentarios
King dijo en El Mundo sobre el filme:

”Obra y film para lucimiento de… Tita Merello. Un film aceptable… Equivocada adaptación.”

Por su parte Manrupe y Portela escriben:

”Anodina, poco trascente película más acorde con décadas pasadas, y que no termina de profundizar el tema.”